# موعاد مادری
موعاد مادری (انگلیسی: Mouaad Madri؛ زادهٔ ۹ آوریل ۱۹۹۰) بازیکن فوتبال اهل فرانسه است.
از باشگاه‌هایی که در آن بازی کرده‌است می‌توان به باشگاه فوتبال آژاکسیو اشاره کرد.